# Konrad Lorenz
Konrad Zacharias Lorenz (Viena, 7 de novembro de 1903 — Viena, 27 de fevereiro de 1989) foi um zoólogo, etólogo e ornitólogo austríaco.
Foi agraciado com o Nobel de Fisiologia ou Medicina de 1973, por seus estudos sobre o comportamento animal, a etologia.
Konrad Lorenz era filho de um cirurgião, e apresentou grande interesse sobre os animais, estudando o seu comportamento desde o nascimento. Em 1922 começou o seu curso de medicina em Nova Iorque mas voltou depois para Viena. Fez o seu doutorado em zoologia pela universidade local.
Em 1935, descreveu o processo de aprendizagem nos gansos e criou o conceito de "imprinting", este é um fenômeno exibido por vários animais filhotes, principalmente, pássaros tais quais pintinhos e patinhos. Após saírem dos ovos seguirão o primeiro objeto em movimento que eles encontrarem no ambiente, o qual pode ser a mãe, mas não necessariamente. 
Foi professor da Universidade de Königsberg.

## Obras
- King Solomon's Ring (1949) (Er redete mit dem Vieh, den Vögeln und den Fischen, 1949)
- Man Meets Dog (1950) (So kam der Mensch auf den Hund, 1950)
- Evolution and Modification of Behaviour (1965)
- On Aggression (1966) (Das sogenannte Böse. Zur Naturgeschichte der Agression, 1963)
- Studies in Animal and Human Behavior, Volume I (1970)
- Studies in Animal and Human Behavior, Volume II (1971)
- Motivation of Human and Animal Behavior: An Ethological View. With Paul Leyhausen (1973). New York: D. Van Nostrand Co.
- Behind the Mirror: A Search for a Natural History of Human Knowledge (1973) (Die Rückseite des Spiegels. Versuch einer Naturgeschichte menschlichen Erkennens, 1973)
- Civilized Man's Eight Deadly Sins (1974) (Die acht Todsünden der zivilisierten Menschheit, 1973)
- The Year of the Greylag Goose (1979) (Das Jahr der Graugans, 1979)
- The Foundations of Ethology (1982)
- Here Am I - Where Are You? - The Behavior of the Greylag Goose (In collaboration with Michael Martys and Angelika Tipler). (1988).
- The Natural Science of the Human Species: An Introduction to Comparative Behavioral Research - The Russian Manuscript (1944–1948) (1995)

### Livros em português
- O Anel do Rei Salomão. King Solomon's Ring
- A Agressão: Uma História Natural do Mal (1963);
- Os Oito Pecados Mortais da Civilização (1973)
- Investigação Comparada do Comportamento (1978).
- A demolição do homem: crítica à falsa religião do progresso (1986).
- Fundamentos da etologia. SP, UNESP, 1995. Disponível no Google Livros